# Kaplica Matki Boskiej Częstochowskiej w Chełmży
Kaplica Matki Boskiej Częstochowskiej w Chełmży – istniejąca w latach 1927–1940 oktogonalna kaplica w Chełmży, wybudowana na tzw. "Białej Górze" w celu upamiętnienia poległych w I wojnie światowej. 

## Historia
Obiekt powstał krótko po utworzeniu Parku Miejskiego z inicjatywy ks. infułata Józefa Szydzika i według projektu Stefana Cybichowskiego w stylu eklektycznym. 
Wewnątrz kaplicy znalazły się rzeźby postaci św. Józefa, św. Antoniego, św. Teresy, św. Stanisława Kostki i bł. Juty, wykonane przez Wojciecha Durka, a od 1928 roku także obraz sprowadzony z Częstochowy. Sąsiadował z nimi pomnik ku czci poległych w I wojnie światowej.
W 1928 roku kaplicę poświęcił biskup Stanisław Okoniewski. 
Po włączeniu Chełmży do III Rzeszy, w 1940 roku kaplica została zniszczona przez okupanta.